# Maníaco (emissário)
Maníaco (em grego medieval: Μανιαχ; romaniz.: Maniάch) foi um governante dos goturcos de Sogdiana de meados do século VI. Estava subordinado ao cã Sizábulo (r. 552–576), a quem aconselhou a procurar uma aliança com os bizantinos. Maníaco foi enviado como emissário, sendo bem recebido em Constantinopla. Os termos de amizade foram acordados em 569 e em agosto fez uma jornada para seu país na companhia do emissário Zemarco. Em 571, quando Zemarco fez nova embaixada para os turcos, Maníaco havia morrido e seu filho de nome incerto sucedeu-o em sua posição.